# Accidente del desfile aéreo-militar del 16 de septiembre de 1995
El Accidente aéreo del desfile militar del 16 de septiembre de 1995 fue un acontecimiento ocurrido en Cuajimalpa, en la Ciudad de México, en el cual resultó en la colisión en el aire de 5 aeronaves, siendo destruidas en el acto 4 de ellas.

## Narrativa
Durante el desfile militar por motivo del 185 aniversario de la Independencia de México en el cual participaron entre otras aeronaves, escuadrillas de Northrop F-5 y Lockheed T-33, volando en sus respectivas formaciones. A las 11:44 horas, el Northrop F-5E con matrícula 4003 pilotado por el Capitán Segundo Héctor Ricardo Trejo Flores logra dar alcance en vuelo al Lockheed T-33 Shooting Star con matrícula JE-050, el cual era pilotado por el General de Ala Gonzalo Curiel García y el Teniente Gustavo Enrique Pérez Estrada. Éste impacto generó una reacción en cadena que provocó la sucesiva colisión contra el Lockheed T-33 con matrícula JE-036 pilotado por el Mayor José Rivera Gutiérrez y el Teniente Gerardo Ceballos Peraza; dicha colisión también alcanzó al Lockheed T-33 con matrícula JE-009 y al Lockheed T-33 con matrícula JE-049, este último pilotado por el Teniente Mario Humberto Sánchez García y el Teniente Jorge Vergara Mogollón.
El JE-009 resultó con daños ligeros y pudo regresar a la Base Aérea de Santa Lucía con su tripulación ilesa, sin embargo, el 4003, cuyo piloto se eyectó pero no sobrevivió, se estrelló en la zona de Huixquilucan. El resto de los aparatos se estrellaron en la delegación de Cuajimalpa, en donde sólo ambos pilotos del JE-036 lograron eyectarse, sin embargo el único sobreviviente a este accidente sería el Teniente Gerardo Ceballos, pues el resto de los tripulantes murieron.
Se mencionan varios factores que pudieron provocar el accidente, desde una invasión de ruta por parte de los T-33, vuelo a una altitud más baja de la ordenada por parte de los F-5 al mismo tiempo que los T-33 volaban arriba de su altitud correspondiente, además de una desincronización durante las maniobras.

### General de Ala Gonzalo Curiel García
Uno de los fallecidos en dicho accidente, el General Gonzalo Curiel, supuestamente mantenía nexos amistosos con Amado Carrillo, pues presentó al hijo de éste como su sobrino para permitirle abordar un helicóptero de la FAM durante el desfile y una noche antes habría asistido a una velada en la casa del narcotraficante. Curiel García fue también director de seguridad pública de Guadalajara, instructor de vuelo del Colegio del Aire y comandante de la Basé Aérea Militar N.º 4 de Cozumel antes de ser comandante de la Base Aérea Militar N.º 2 de Ixtepec, cargo que desempeñaba al momento de su muerte.
Actualmente, el Aeródromo de Mascota en el estado de Jalisco lleva su nombre.